# Elophila nymphaeata
Hydrocampe du potamot, Pyrale du nénuphar
Espèce
Synonymes
- Phalaena nymphaeata Linnaeus, 1758
- Hydrocampa nymphaeata (Linnaeus, 1758)
- Botys nymphaeata (Linnaeus, 1758)
- Nausinoe nymphaeata (Linnaeus, 1758)
- Nymphula nymphaeata (Linnaeus, 1758)
- Phalaena potamogata Linnaeus, 1758
- Phalaena nymphaealis Denis & Schiffermüller, 1775
- Botys nymphaealis (Denis & Schiffermüller, 1775)
- Pyralis nymphaealis (Denis & Schiffermüller, 1775)
- Phalaena potamogalis Denis & Schiffermüller, 1775
- Hydrocampa potamogalis (Denis & Schiffermüller, 1775)
- Elophila obscuralis (De Sélys-Longchamps, 1844)

Elophila nymphaeata, l’Hydrocampe du potamot, parfois appelée Pyrale du nénuphar, est une espèce de lépidoptères de la famille des Crambidae.

## Distribution
Cette espèce est présente en Europe, et au Nord-Est de l'Asie (paléarctique). En France et en Belgique, on la retrouve sur tout le territoire,. Elle est présente dans tous les pays d'Europe continentale, à l'exception du Portugal, de l'Ukraine et de la Slovénie. Elle est également présente dans les iles britanniques. Elle vit dans les lacs, rivières et marais.

## Description
Ce papillon a une envergure de 16 à 20 mm.

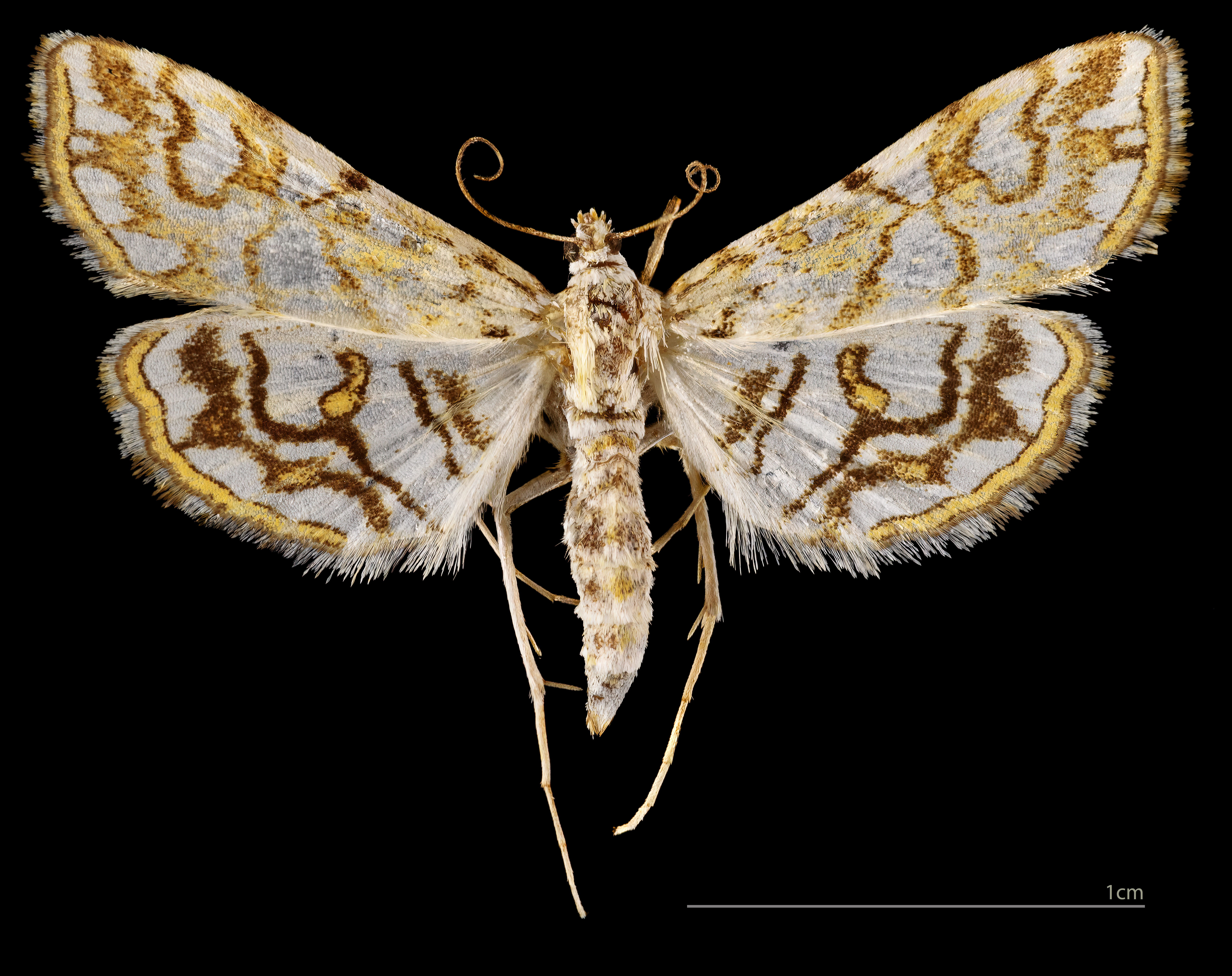
♂  MHNT
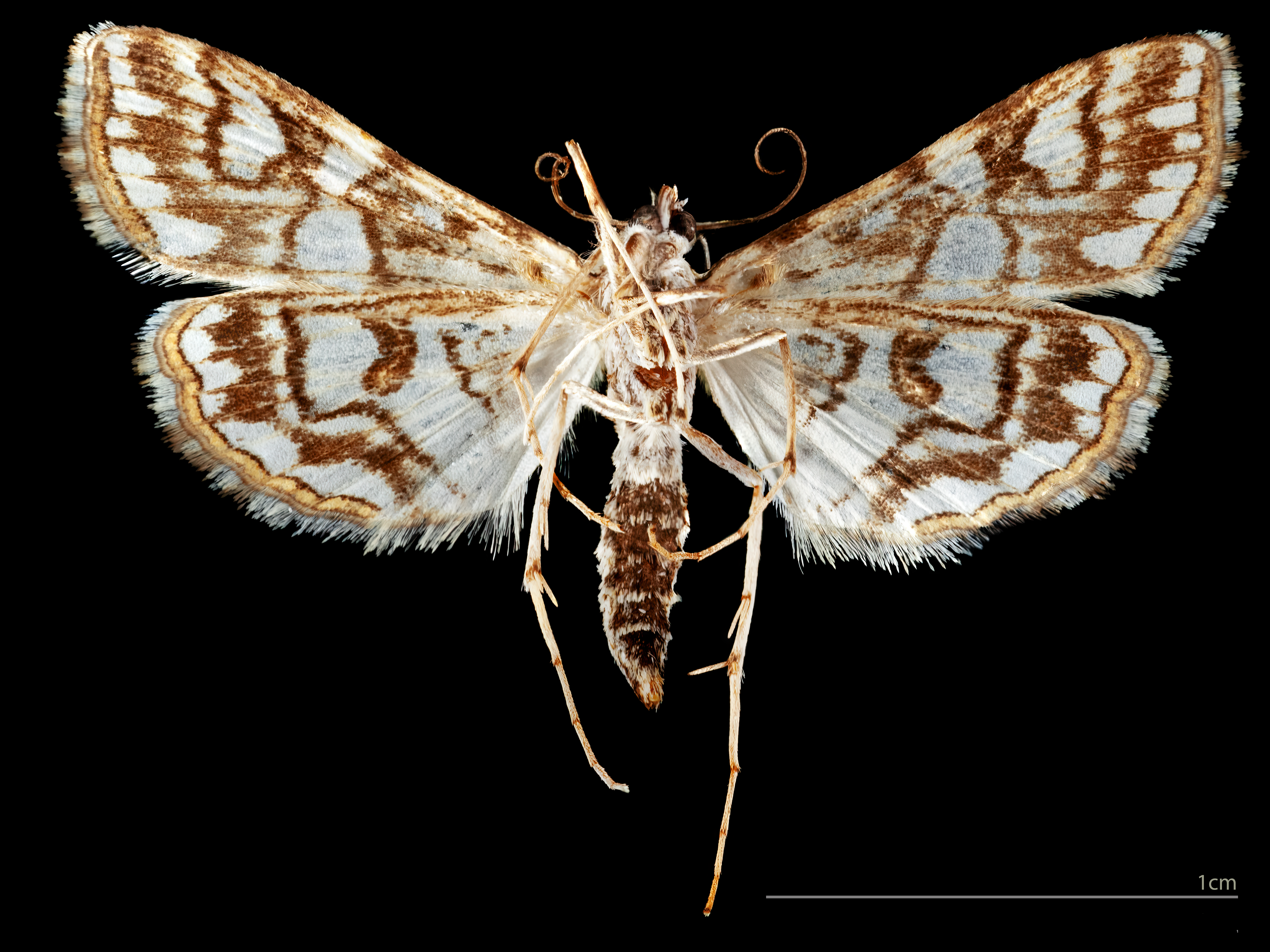
♂ △

## Biologie
Il vole de mai à septembre selon les endroits. Sa larve se nourrit sur les plantes aquatiques, principalement les potamots et les nénuphars. Elle hiberne, et se transforme dans un cocon recouvert de feuilles, au dessus de l'eau.

## Sous-espèces
- Elophila nymphaeata nymphaeata, (Linnaeus, 1758)
- Elophila nymphaeata silarigla, Speidel, 1984

## Publication originale
- Linnaeus, C. 1758. Systema naturæ per regna tria naturæ, secundum classes, ordines, genera, species, cum characteribus, differentiis, synonymis, locis. Editio decima, reformata. Holmiæ. (Salvius). Tomus I: 1-824.